# La Pineda (Vilanova de Meià)
La Pineda és una serra situada al municipi de Vilanova de Meià a la comarca de la Noguera, amb una elevació màxima de 592 metres.